# El partido
El partido (en alemán: Die Partei) también llamado Portador de la antorcha (Fackelträger) fue una escultura del artista alemán Arno Breker, construida en 1938 por comisión del régimen de Adolf Hitler para ser exhibida en el patio de la Cancillería del Reich. Hacía parte de un par junto con "El ejército".

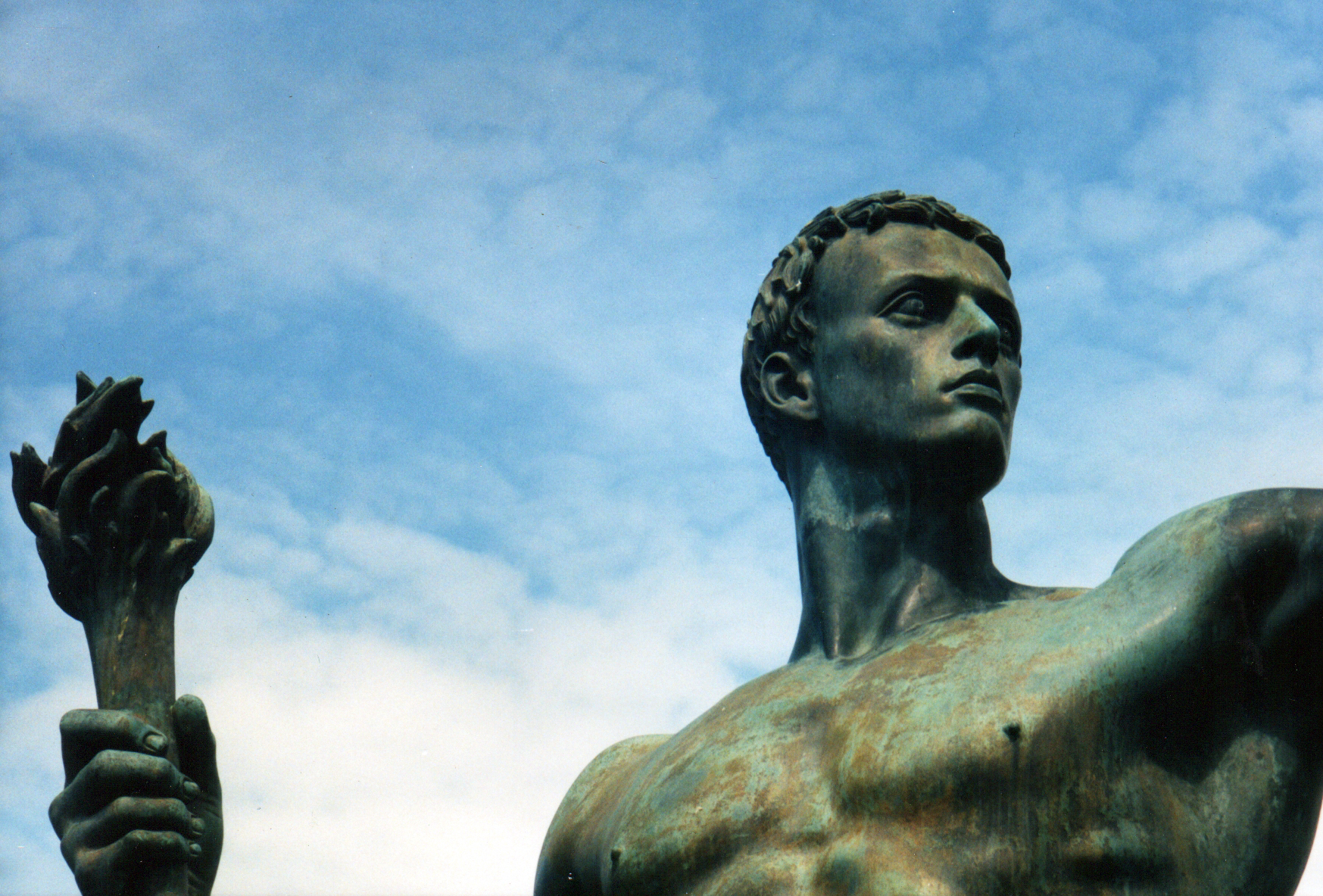
Detalle de la estatua de bronce.

## Historia
La escultura fue hecha en 1938 por el escultor alemán Arno Breker, quién le dio el nombre de "Portador de la antorcha" (Fackelträger), para ser exhibida en el patio de la recién construida Nueva Cancillería del Reich obra del arquitecto Albert Speer.
La escultura, que representada a un hombre desnudo hecho en estilo neoclásico cargando una antorcha, era parte de una pareja junto a "El ejército" del mismo artista.
La pieza fue renombrada "El partido" (Die Partei) por el propio Hitler quién la vio como una representación del propio partido Nazi, razón por la cual la obra fue promovida como un ideal del arte nacionalsocialista. Sin embargo, hasta el final de sus días Breker aseguró que ninguna de sus esculturas fueron hechas con la intención de promover los ideales fascistas diciendo "Nunca he tenido la intención de glorificar ningún sistema de gobierno a través de mi trabajo artístico (...) Si glorifico algo, es la belleza"
Después de la guerra, la estatua fue retirada  de la de la cancillería, junto con su par "El ejército", antes de que se diera inicio a la demolición de la misma, según se puede ver en fotografías tomadas por tropas aliadas. Se desconoce si ambas estatuas fueron destruidas o si simplemente fueron extraviadas durante el caos de la posguerra.